# كوبري صينية محرم بك
كوبري صينية محرم بك هو جسر بمدينة الإسكندرية في مصر من إنشاء شركة المقاولون العرب، يوجد في شارع قناة السويس يربط الجسر «الكوبرى بالعامية المصرية» بين طريق القاهرة - الإسكندرية الزراعي وطريق القاهرة - الإسكندرية الصحراوي ووسط مدينة الإسكندرية عند منطقة محرم بك، يبلغ طوله الإجمالي 3300 متر، وعرضه 11 متر، والارتفاع 15 متر، وبالكوبرى أربعة مطالع ومنازل بعرض 9 متر، والكوبرى يشمل ثلاث حارات بكل اتجاه وطاقة الكوبرى 70 طن.
يتقاطع بالجسر القادم من مناطق وسط الإسكندرية وكورنيش الإسكندرية شمالاً مع القادم من محور التعمير غربًا، والقادم من طريق القاهرة - الإسكندرية الصحراوي جنوبًا، والقادم من طريق القاهرة - الإسكندرية الزراعي شرقًا.